# My Body, the Hand Grenade
My Body, the Hand Grenade – album kompilacyjny amerykańskiego zespołu grunge'owego Hole, wydany 28 października 1997 roku. Jest to składanka zawierająca utwory z różnych sesji nagraniowych i niewydane wcześniej utwory koncertowe.

## Utwory na płycie
1. "Turpentine" – 4:00
2. "Phonebill Song" – 1:48
3. "Retard Girl" – 4:47
4. "Burn Black" – 4:56
5. "Dicknail" – 3:39
6. "Beautiful Son" – 2:30
7. "20 Years in the Dakota" – 2:54
8. "Miss World" (wersja demo) – 3:29
9. "Old Age" – 4:23
10. "Softer, Softest" (na żywo z MTV Unplugged) – 3:47
11. "He Hit Me (It Felt like a Kiss)" (na żywo z MTV Unplugged) – 3:44
12. "Season of the Witch" (na żywo z MTV Unplugged) – 3:42
13. "Drown Soda" (na żywo) – 6:10
14. "Asking for It" (na żywo) – 3:58

## Osoby uczestniczące w nagrywaniu płyty
- Courtney Love – wokal, gitara
- Eric Erlandson – gitara
- Jill Emery  – gitara basowa
- Leslie Hardy – gitara basowa
- Kristen Pfaff – gitara basowa i chórki
- Melissa Auf Der Maur – gitara basowa i chórki
- Carolyn Rue – perkusja
- Patty Schemel – perkusja